# Roman Zehetmayer

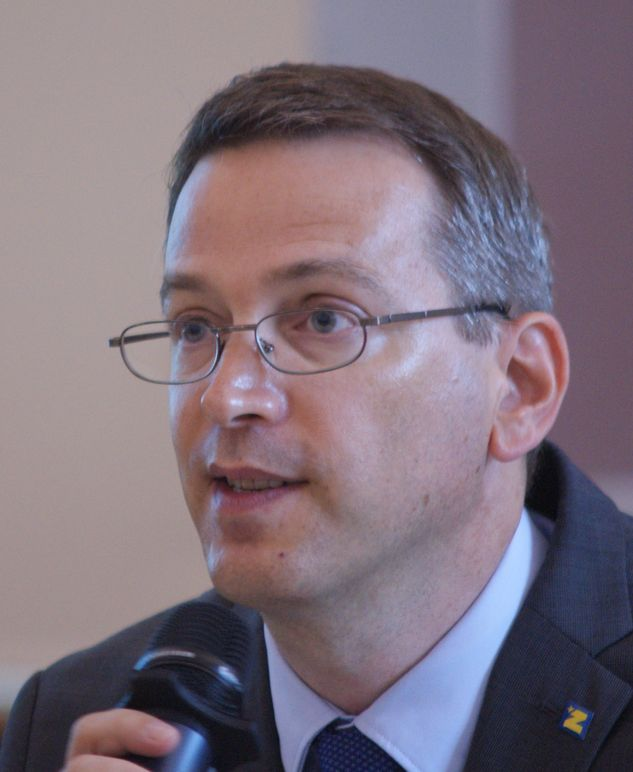
Roman Zehetmayer, aufgenommen 2022 von Werner Maleczek

Roman Zehetmayer (* 3. November 1973 in Stockerau) ist ein österreichischer Archivar und Historiker.
Roman Zehetmayer studierte von 1992 bis 1998 an der Universität Wien Geschichte und Politikwissenschaft. Von 1995 bis 1998 absolvierte er das Studium der Archivwissenschaften/historischen Hilfswissenschaften am Institut für Österreichische Geschichtsforschung. Im Jahr 2001 schloss er sein Dissertationsstudium ab. Er wurde promoviert mit der von Winfried Stelzer betreuten Arbeit über Kloster und Gericht. Die Entwicklung der klösterlichen Gerichtsrechte und Gerichtsbarkeit im 13. Jahrhundert unter besonderer Berücksichtigung der Zisterze Zwettl. Er wechselte in den Archivdienst und war zunächst am Steiermärkischen Landesarchiv tätig und ab 2005 im Niederösterreichischen Landesarchiv in St. Pölten. Dort wurde er 2006 Leiter des Referats I (Ständisches Archiv/Herrschaftsarchive/Urkunden/Nachlässe). Im Jahr 2009 folgte die Habilitation. Seit 2017 ist er als Nachfolger von Willibald Rosner Leiter vom Niederösterreichischen Landesarchiv und der Niederösterreichischen Landesbibliothek.
Zehetmayer veröffentlichte zahlreiche Publikationen zum mittelalterlichen Adel und zum Urkundenwesen. Er ist Herausgeber des Niederösterreichischen Urkundenbuchs. Im Jahre 2008 erschien der erste Band und behandelte die Urkunden aus den Jahren von 777 bis 1076. Der vierte Band mit 319 Urkunden, Traditionsnotizen und Briefen umfasst die Jahre von 1182 bis 1205 und konnte 2023 erscheinen. In seiner Habilitation befasste er sich mit der Geschichte der Schriftlichkeit im Südosten des Reichs vom 11. bis zum frühen 14. Jahrhundert. Sein Untersuchungsraum sind die Herzogtümer Österreich und Steiermark sowie in Ausblick Kärnten in den Grenzen der zweiten Hälfte des 13. Jahrhunderts. Er berücksichtigte dazu alle bis zum Jahr 1230 in zugänglichen Archiven aufbewahrten Adelsurkunden. Für die Folgezeit (von 1230 bis zum Beginn des 14. Jahrhunderts) konzentrierte er sich auf fünf Adelsfamilien mit hinreichender Urkundenüberlieferung (die Herren von Stubenberg, von Pettau, von Liechtenstein, von Kuenring und die Grafen von Hard). Im Jahr 2002 setzte er sich in einer Studie mit der Entstehung Niederösterreichs als Kernland Österreichs auseinander.

## Schriften
Monographien
- Die Entstehung des Landes (Nieder-)Österreich und des Landesbewusstseins seiner Bewohner im hohen Mittelalter (= Forschungen zur Landeskunde von Niederösterreich. Band 43). Verein für Landeskunde von Niederösterreich, St. Pölten 2022, ISBN 978-3-901234-39-2
- Urkunde und Adel. Ein Beitrag zur Geschichte der Schriftlichkeit im Südosten des Reichs vom 11. bis zum frühen 14. Jahrhundert (= Veröffentlichungen des Instituts für Österreichische Geschichtsforschung. Band 53). Böhlau, Wien 2010, ISBN 978-3-205-78413-5.
- Kloster und Gericht. Die Entwicklung der klösterlichen Gerichtsrechte und Gerichtsbarkeit im 13. Jahrhundert unter besonderer Berücksichtigung der Zisterze Zwettl (= Mitteilungen des Instituts für Österreichische Geschichtsforschung. Ergänzungs-Band 40). Oldenbourg, München 2001, ISBN 3-486-64846-2.

Herausgeberschaften
- Schicksalsjahr 907. Die Schlacht bei Pressburg und das frühmittelalterliche Niederösterreich. Katalog zur Ausstellung des Niederösterreichischen Landesarchivs. 3. Juli bis 28. Oktober 2007 in der Kulturfabrik Hainburg. NÖ Institut für Landeskunde, St. Pölten 2007, ISBN 978-3-901635-11-3.

Quellenwerke
- Das Urbar des Grafen Burkhard III. von Maidburg-Hardegg aus dem Jahre 1363. Mit einer Einleitung zur Struktur der Grafschaft Hardegg im 14. Jahrhundert (= Fontes rerum Austriacarum. Abteilung 3. Band 15). Böhlau, Wien 2001, ISBN 3-205-99394-2.
- mit Maximilian Weltin: Niederösterreichisches Urkundenbuch. Erster Band. 777 bis 1076 (= Publikationen des Instituts für Österreichische Geschichtsforschung. Reihe VIII, Band 1). St. Pölten 2008, ISBN 978-3-85028-465-3.
- mit Maximilian Weltin, Dagmar Weltin: Niederösterreichisches Urkundenbuch. Zweiter Band. (1078–1158) (= Publikationen des Instituts für Österreichische Geschichtsforschung. Reihe VIII, Band 2). St. Pölten 2013, ISBN 978-3-85028-623-7.
- mit Markus Gneiß, Sonja Lessacher, Günter Marian, Christina Mochty-Weltin, Dagmar Weltin: Niederösterreichisches Urkundenbuch. Dritter Band (1156–1182) (= Publikationen des Instituts für Österreichische Geschichtsforschung. Reihe VIII, Band 3). St. Pölten 2017, ISBN 978-3-903127-06-7.
- mit Sonja Lessacher, Günter Marian, Ronald K. Salzer, Dagmar Weltin-Huber: Niederösterreichisches Urkundenbuch. Vierter Band (1182–1205) (= Publikationen des Instituts für Österreichische Geschichtsforschung. Reihe VIII, Band 4). St. Pölten 2023, ISBN 978-3-903127-42-5.